# Markedsmanipulation
Markedsmanipulation er en form for markedsmisbrug, hvor der udøves bevidste forsøg på at påvirke den frie eller fair markedsudvikling og skabe kunstige, falske eller misvisende påvirkninger med hensyn til prisudviklingen af, eller markedet for, et produkt, værdipapir, handelsvare eller valuta.

## Kursmanipulation
Kursmanipulation er det at få kursen på et selskabs aktier til at stige eller falde, fx ved at foretage (ulovlige) transaktioner eller påvirke selskabets offentlige omdømme.